# Czuluut (ajmak północnochangajski)
Czuluut (mong. Чулуут сум) – jeden z 19 somonów ajmaku północnochangajskiego położony w jego południowo-zachodniej części. Siedzibą administracyjną somonu jest Dżarglant znajdujący się 580 km od stolicy kraju, Ułan Bator i 127 km od stolicy ajmaku, Cecerlegu. W 2010 roku somon liczył 3514 mieszkańców.

## Gospodarka
Występują tu złoża rudy żelaza, złota, ołowiu, a także kamieni szlachetnych. Usługi: szkoła, szpital.

## Geografia
Znajdują się tu pasma Changaju dochodzące do wysokości 3600 m n.p.m. Przez somon przepływają Czuluut gol, Chanuj gol i ich dopływy. Poza tym wiele małych jezior, zimne i gorące źródła mineralne. Obszar znajduje się w strefie surowego klimatu kontynentalnego. Średnia temperatura stycznia wynosi -20, natomiast czerwca od 12 do 16 °C. Średnie roczne sumy opadów to 300–450 mm.

## Fauna
Na terenie somonu występują m.in. manule, lisy, wilki, sarny, zające, dziki, dzikie kozy i świstaki syberyjskie.